# خیز نی (سرده)
خیز نی، چیکو (نام علمی: Manilkara) نام یک سرده از تیره چیکوئیان است.